# Goldman Environmental Prize
Il Goldman Environmental Prize (it. premio Goldman per l'ambiente) è un premio assegnato annualmente a sei attivisti ambientalisti di base, uno per ciascun continente: Africa, Asia, Europa, isole e nazioni insulari, Nord America, e Centro-Sud America.
Negli Stati Uniti viene chiamato comunemente anche Green Nobel ed è stato istituito nel 1989 per volere dei filantropi californiani Richard e Rhoda Goldman.

## Vincitori del premio (1990-2023)

### 1990
- Robert Brown (Australia)
- Lois Gibbs (Stati Uniti)
- Janet Gibson (Belize)
- Harrison Ngau Laing (Malesia)
- János Vargha (Ungheria)
- Michael Werikhe (Kenya)

### 1991
- Wangari Muta Maathai (Kenya)
- Barnens Regniskog (Eha Kern & Roland Tiensuu) (Svezia)
- Evaristo Nugkuag (Perù)
- Yoichi Kuroda (Giappone)
- Samuel LaBudde (Stati Uniti)
- Cath Wallace (Nuova Zelanda)

### 1992
- Jeton Anjain (Isole Marshall)
- Medha Patkar (India)
- Wadja Egnankou (Costa d'Avorio)
- Christine Jean (biologa) (Francia)
- Colleen McCrory (Canada)
- Carlos Alberto Ricardo (Brasile)

### 1993
- Margaret Jacobsohn e Garth Owen-Smith (Namibia)
- Juan Mayr (Colombia)
- Dai Qing (Cina)
- John Sinclair (Australia)
- JoAnn Tall (Stati Uniti d'America)
- Sviatoslav Zabelin (Russia)

### 1994
- Matthew Coon Come (Canada)
- Tuenjai Deetes (Thailandia)
- Laila Iskander Kamel (Egitto)
- Luis Macas (Ecuador)
- Heffa Schücking (Germania)
- Andrew Simmons (Saint Vincent e Grenadine)

### 1995
- Aurora Castillo (Stati Uniti d'America)
- Yul Choi (South (Corea)
- Noah Idechong (Palau)
- Emma Must (Regno Unito)
- Ricardo Navarro (El Salvador)
- Ken Saro-Wiwa (Nigeria)

### 1996
- Ndyakira Amooti (Uganda)
- Bill Ballantine (Nuova Zelanda)[2]
- Edwin Bustillos (Messico)
- M.C. Mehta (India)
- Marina Silva (Brasile)
- Albena Simeonova (Bulgaria)

### 1997
- Nick Carter (Zambia)
- Loir Botor Dingit (Indonesia)
- Alexander Nikitin (Russia)
- Juan Pablo Orrego (Cile)
- Fuiono Senio e Paul Alan Cox (Samoa Occidentali)
- Terri Swearingen (Stati Uniti d'America)

### 1998
- Anna Giordano (Italia)
- Kory Johnson (Stati Uniti d'America)
- Berito Kuwaru'wa (Colombia)
- Atherton Martin (Dominica)
- Sven "Bobby" Peek (Sudafrica)
- Hirofumi Yamashita (Giappone)

### 1999
- Jacqui Katona e Yvonne Margarula (Australia)
- Michal Kravcik (Slovacchia)
- Bernard Martin (Canada)
- Samuel Nguiffo (Camerun)
- Jorge Varela (Honduras)
- Ka Hsaw Wa (Birmania)

### 2000
- Oral Ataniyazova (Uzbekistan)
- Elias Diaz Peña e Oscar Rivas (Paraguay)
- Vera Mischenko (Russia)
- Rodolfo Montiel Flores (Messico)
- Alexander Peal (Liberia)
- Nat Quansah (Madagascar)

### 2001
- Jane Akre e Steve Wilson (reporter) (Stati Uniti d'America)
- Yosepha Alomang (Indonesia)
- Giorgos Catsadorakis e Myrsini Malakou (Grecia)
- Oscar Olivera (Bolivia)
- Eugène Rutagarama (Ruanda)
- Bruno Van Peteghem (Nuova Caledonia)

### 2002
- Pisit Charnsnoh (Thailandia)
- Sarah James e Jonathon Solomon (Stati Uniti d'America)
- Fatima Jibrell (Somalia)
- Alexis Massol-González (Porto Rico)
- Norma Kassi (Canada)
- Jean La Rose (Guyana)
- Jadwiga Lopata (Polonia)

### 2003
- Julia Bonds (Stati Uniti d'America)
- Pedro Arrojo-Agudo (Spagna)
- Eileen Kampakuta Brown e Eileen Wani Wingfield (Australia)
- Von Hernandez (Filippine)
- Maria Elena Foronda Farro (Perù)
- Odigha Odigha (Nigeria)

### 2004
- Rudolf Amenga-Etego, 40, Accra, Ghana.
- Rashida Bee, 48, and Champa Devi Shukla, 52, Bhopal, India.
- Libia Grueso, 43, Buenaventura, Colombia.
- Manana Kochladze, 32, Tbilisi, Georgia.
- Demetrio do Amaral de Carvalho, 37, Dili, Timor Est.
- Margie Richard, 62, Norco (Louisiana), Stati Uniti d'America.

### 2005
- Isidro Baldenegro López (Messico)
- Kaisha Atakhanova (Kazakistan)
- Chavannes Jean-Baptiste (Haiti)
- Stephanie Danielle Roth (Romania)
- Corneille Ewango (Congo)
- José Andrés Tamayo Cortez

### 2006
- Silas Kpanan’ Siakor, 36, Liberia.
- Yu Xiaogang, 55, Cina.
- Olya Melen, 26, Ucraina.
- Anne Kajir, 32, Papua Nuova Guinea.
- Craig E. Williams, 58, Kentucky.
- Tarcisio Feitosa da Silva, 35, Brasile.

### 2007
- Sophia Rabliauskas (Manitoba, Canada)
- Hammerskjoeld Simwinga (Zambia)
- Tsetsegee Munkhbayar (Mongolia)
- Julio Cusurichi Palacios (Perù)
- Willie Corduff (Irlanda)
- Orri Vigfússon (Islanda)

### 2008
- Pablo Fajardo and Luis Yanza (Ecuador)[3]
- Jesus Leon Santos (Oaxaca, Messico)
- Rosa Hilda Ramos (Porto Rico)
- Feliciano dos Santos (Africa)
- Marina Rikhvanova (Asia)
- Ignace Schops del  "Hoge Kempen National Park" (Belgio)

### 2009
- Maria Gunnoe, Bob White, West Virginia, Stati Uniti d'America[4]
- Marc Ona, Libreville, Gabon
- Rizwana Hasan, Dhaka, Bangladesh
- Olga Speranskaya, Moscow, Russia
- Yuyun Ismawati, Denpasar, Bali, Indonesia
- Wanze Eduards e Hugo Jabini, Pikin Slee Village and Paramaribo, Suriname

### 2010
- Thuli Brilliance Makama, ESwatini[5]
- Tuy Sereivathana, Cambogia
- Małgorzata Górska, Polonia
- Humberto Ríos Labrada, Cuba
- Lynn Henning, Stati Uniti d'America
- Randall Arauz, Costa Rica

### 2011
- Raoul du Toit, Zimbabwe[6]
- Dmitry Lisitsyn, Russia
- Ursula Sladek, Germania
- Prigi Arisandi, Indonesia
- Hilton Kelley, Stati Uniti d'America
- Francisco Pineda, El Salvador

### 2012
- Ikal Angelei, Kenya [7]
- Ma Jun, Cina [8]
- Evgenija Čirikova, Russia [9]
- Edwin Gariguez, Filippine [10]
- Caroline Cannon, Stati Uniti d'America [11]
- Sofia Gatica, Argentina [12]

### 2013
- Azzam Alwash, Iraq [13]
- Aleta Baun, Indonesia [14]
- Jonathan Deal, Sudafrica [15]
- Rossano Ercolini, Italia [16]
- Nohra Padilla, Colombia [17]
- Kimberly Wasserman, Stati Uniti d'America [18]

### 2014
- Desmond D'Sa, Sudafrica [19]
- Ramesh Agrawal, India [20]
- Suren Gazaryan, Russia [21]
- Rudi Putra, Indonesia [22]
- Helen Slottje, Stati Uniti d'America [23]
- Ruth Buendia, Perù [24]

### 2015
- Myint Zaw, Birmania [25]
- Marilyn Baptiste, Canada [26]
- Jean Wiener, Haiti [27]
- Phyllis Omido, Kenya [28]
- Howard Wood, Scozia [29]
- Berta Cáceres, Honduras [30]

### 2016
- Máxima Acuña, Perù[31]
- Zuzana Čaputová, Slovacchia[32]
- Luis Jorge Rivera Herrera, Porto Rico[33]
- Edward Loure, Tanzania[34]
- Leng Ouch, Cambogia[35]
- Destiny Watford, Stati Uniti[36]

### 2017
- Mark Lopez, Stati Uniti[37]
- Uroš Macerl, Slovenia[38]
- Prafulla Samantara, India[39]
- Wendy Bowman, Australia[40]
- Rodrigo Tot, Guatemala[41]
- Rodrigue Mugaruka Katembo, RD Congo[42]

### 2018
- Khanh Nguy Thi[43] (Vietnam) [44]
- Claire Nouvain[45] (Francia)
- Manny Calonzo[46] (Filippine)
- LeeAnne Walters[47] (Stati Uniti)
- Francia Márquez[48] (Colombia)
- Makoma Lekalakala e Liz McDaid[49] (Sudafrica)

### 2019
- Alfred Brownell[50] (Liberia)
- Bayara Agvaantseren[51] (Mongolia)
- Ana Colovic Lesoska[52] (Macedonia)
- Jacqueline Evans[53] (Isole Cook)
- Linda Garcia[54] (USA) e Alberto Curamil[55][56] (Cile)[57]

### 2020
- Kristal Ambrose[58] (Bahamas)
- Chibeze Ezekiel[59] (Ghana)
- Nemonte Nenquimo[60][61] (Ecuador) e Leydy Pech[62] (Messico)
- Lucie Pinson[63] (Francia)
- Paul Sein Twa[64] (Birmania)[65][66]

### 2021
- Kimiko Hirata[67] (Giappone)
- Thai Van Nguyen (Vietnam)[68]
- Gloria Majiga-Kamoto (Malawi)
- Maida Bilal[69] (Bosnia-Erzegovina)
- Sharon Lavigne (USA) e Liz Chicaje Churay[70] (Perù)

### 2022
- Nalleli Cobo, Stati Uniti d'America
- Alex Lucitante e Alexandra Narvaez, Ecuador
- Marjan Minnesma, Paesi Bassi
- Niwat Roykaew, Thailandia
- Julien Vincent, Australia
- Chima Williams, Nigeria

### 2023
- Zafer Kizilkaya, Turchia
- Alessandra Korap, Munduruku (Brasile)
- Chilekwa Mumba, Zambia
- Tero Mustonen, Finlandia
- Delima Silalahi, Indonesia
- Diane Wilson, Stati Uniti[71][72]

### 2024
- Sinegugu Zukulu e Nonhle Mbuthuma, Sudafrica
- Alok Shukla, India
- Teresa Vicente, Spagna
- Murrawah Maroochy Johnson, Australia
- Andrea Vidaurre, Stati Uniti
- Marcel Gomes, Brasile[73]